# 大久保清
大久保 清（おおくぼ きよし、1935年〈昭和10年〉1月17日 - 1976年〈昭和51年〉1月22日）は、日本の連続殺人犯（シリアルキラー）、元死刑囚。
1971年（昭和46年）3月 - 5月までの2か月足らずの間に、路上で自家用車から声をかけて誘った女性8人を相次いで殺害し逮捕され、1973年に死刑判決を受け、1976年に刑を執行された。

## 殺人事件までの経歴

### 生い立ち
1935年（昭和10年）1月17日、大久保は群馬県碓氷郡八幡村（現・高崎市八幡地区）に3男5女の7番目（三男）として生まれた。長兄は生まれて間もなく他界し、次兄は性格が両親の好むところではなかったことから、大久保は両親から「ボクちゃん」と呼ばれて溺愛された。
父親は国鉄（大久保の生誕当時は鉄道省）の機関士であったが、太平洋戦争後の人員整理（1949年）の際に同じく国鉄に勤務していた次兄とともに解雇された。母親はロシア人との間に生まれた混血の私生児（祖母は安中で芸者をしていた）で、10歳の時に小学校の用務員をしていた大久保の祖父に養女として迎え入れられたという経歴の持ち主であった。次兄の証言では、父は子供の前でも性行為をするような性的に倒錯した人物で、次兄の妻（初婚、再婚の両者）は、父による淫行の被害に遭ったという。
太平洋戦争の開始後、ロシア人の血を引く大久保は「アイノコ」「アメリカ人の血が混ざっている」などいじめを受けた。勉強も好まず、小中学校を通じ教員から評価は低かった。
1946年（昭和21年）に小学校6年生だった大久保は、幼女を麦畑に連れ込んで性器に石を詰め込む暴行をする。被害者の親が抗議に来た際、母親は当初大久保が現場にいたことを認めず、犯人が大久保だと指摘されると「お医者さんごっこに目くじらを立てることはない」と息子を擁護した。
中学時代には、父が始めた闇屋を手伝うようになった。1950年に中学を卒業すると農業をたまに手伝い、1952年に群馬県立高崎商業高等学校定時制課程に進学したが、短期間で退学した。退学後、東京都板橋区の電器店に住み込みで勤めるが、銭湯の女風呂を覗いたことで解雇される。次いで、横浜市の電器店に嫁いでいた姉の夫が大久保を引き取り、神田の電機学校に通学させた。学校とともに赤線にも通うようになったが、知り合った娼婦とのトラブルがきっかけで帰郷した。1953年4月、親からの出資により実家にラジオ修理販売店「清光電器商会」を開業する。だが、技術や知識の伴わない大久保は十分なサービスができずに顧客を失い、修理部品の調達にも窮した。このため、同年7月から翌年1月にかけて高崎市内の同業者から8回にわたり部品を万引きして逮捕される。この時は大久保の父が損害を弁償して示談となり、不起訴処分となった。しかし、これが理由となって電器店は閉店した。

### 最初の強姦事件
1955年（昭和30年）7月12日、大久保は大学生に成りすまして前橋市内で17歳の女子高生を強姦、逮捕される。初犯であったことから懲役1年6か月・執行猶予3年の判決で済んだものの、同年12月26日に再び強姦事件を起こす（被害者の抵抗で未遂に終わるが、相手を負傷させたため、強姦致傷に問われた）。この事件で、懲役2年の実刑判決を受け、初犯時の刑期を加えた3年6ヶ月の懲役のため松本少年刑務所に収監された。
刑務所での大久保は、早期出所を目指して模範囚となり、1959年（昭和34年）12月15日に刑期を6か月残して仮釈放された。しかし、それから半年も経たない翌1960年（昭和35年）4月16日に大久保は全学連の活動家に扮し、前橋市在住の20歳の女子大生を自宅に連れ込んで強姦しようとしたが、被害者が大声をあげて大久保の両親に見つかったため未遂に終わる。この時も示談となり、不起訴処分となった。

### 結婚と恐喝・強姦
1962年（昭和37年）5月に、前年知り合った女性と1年の交際を経て結婚。しかし結婚するまで偽名と虚偽の経歴を語り、素性を明らかにした後も犯歴は妻には黙っていた。翌年には長男が生まれ、さらに谷川伊凡（たにがわ-イヴァン）のペンネームで詩集『頌歌』を自費出版している。1964年（昭和39年）9月、妻の親族を通して得た権利で自宅に牛乳販売店を開き、当初は熱心に働いた。だが、1965年（昭和40年）6月3日に牛乳瓶2本を盗もうとした少年の兄（同業者だった）のもとに押しかけて2万円を脅し取り、後日新たに示談書を書かせたため、恐喝および恐喝未遂罪で逮捕された。この事件で、懲役1年・執行猶予4年の刑を受けたばかりか、自らの犯歴が妻に知られることになり、牛乳屋も不振に陥る。なお、この年に長女が誕生していた。
大久保は結婚してからも、自家用車で外出してはガールハントを続けていたが、恐喝での検挙後に再び強姦事件を起こすことになる。1966年（昭和41年）12月23日に16歳の女子高生を自動車に乗せ、高崎市内に停めた車内で強姦。翌1967年（昭和42年）2月24日にも20歳の女子短大生を自動車に乗せ、同じ場所で強姦した。この一件から大久保は逮捕され、懲役3年6か月の判決を受ける。加えて恐喝事件の執行猶予も取り消され、懲役4年6か月の刑となり、府中刑務所に服役した。
府中刑務所でも大久保は模範囚として振る舞い、所長からの表彰を4度も受けた。一方、妻からは離婚の申し入れがあったが、大久保は出所まで待ってほしいとこれを止めていた。室内装飾品販売を起業する更生計画を作成したこともあり、1971年（昭和46年）3月2日に仮釈放となる。

## 連続殺人

### 事件発生
仮釈放後の大久保は、両親の住む自宅に暮らした。一方、大久保の服役中に妻は実家に戻っており、大久保は自宅での同居（実質的な復縁）を望んだが、妻の意思は固かった。妻の実家を訪れた際に、義母から大久保の次兄が（大久保の両親も含めた家庭事情から）同居しない方がよいと申し入れたと知り、さらに次兄および両親から申し入れが事実と聞かされた。大久保は連続殺人での逮捕後に、この一件で将来に絶望し、彼らを道連れに殺人に手を染める決意をしたと述べている。
一方、室内装飾品の販売に必要という理由で、当時の最新型クーペ、マツダ・ファミリアロータリークーペを親からの資金により購入した。
3月31日に群馬県多野郡で最初の殺人を犯したのを手始めに、逮捕されるまでの1か月半の間、白いクーペで1日平均170キロメートルもの距離を走りながら、約150人（うち確認されたのは127人）の女性に声を掛けていた。大久保の車に乗った女性は約30人で、うち10数人と肉体関係を持った。しかし、声を掛け行動をともにした女性のうち8名を容赦なく殺害、死体を造成地等に埋めて遺棄した。
| 事件発生日    | 事件発生地点   | 被害者（カッコ内は当時の年齢） | 仮名 |
| ------------- | -------------- | ------------------------------ | ---- |
| 1971年3月31日 | 群馬県多野郡   | 女子高校生（17）               | A    |
| 1971年4月6日  | 群馬県高崎市   | ウェイトレス（17）             | B    |
| 1971年4月17日 | 群馬県前橋市   | 県庁臨時職員（19）             | C    |
| 1971年4月18日 | 群馬県伊勢崎市 | 女子高校生（17）               | D    |
| 1971年4月27日 | 群馬県前橋市   | 女子高校生（16）               | E    |
| 1971年5月3日  | 群馬県伊勢崎市 | 電電公社職員（18）             | F    |
| 1971年5月9日  | 群馬県藤岡市   | 会社員（21）                   | G    |
| 1971年5月10日 | 群馬県前橋市   | 無職（21）                     | H    |

これら被害者8人に対する起訴罪状はいずれも「殺人・死体遺棄」で、G事件では被害者を強姦しているため強姦罪が加わっている。またこの連続殺人の間となる1971年4月11日には群馬県富岡市の女子事務員（当時20歳）を強姦して6日間の怪我を負わせており、同事件では強姦・強姦致傷の罪に問われた。

### 逮捕から自供まで
Gが行方不明となったあと、Gの兄は自らが経営する会社の従業員や知人による捜索隊を結成し、警察と連絡を取りながら独自の捜索を開始した。Gの兄は地元の藤岡市内でGが外出に使った自転車を発見し、その場所を見張っていたところ、大久保が現れて自転車を手袋で撫でる仕草をした（指紋を消す意図があった）ため、不審に感じて話しかけると、大久保は自動車に乗って立ち去った。だがGの兄はその車種やナンバーを記憶しており、警察に連絡するとともに該当車種の販売店に照会して大久保の身元を割り出した。捜索隊は警察の指導も受けながら、5月12日から自動車70台で本格的な捜索に乗り出し、13日の夕刻に捜索隊はカーチェイスの末、ついに大久保を拘束ののち連行、警察に引き渡した。Gの失踪事件捜査を担当していた群馬県警察藤岡警察署に身柄を移され、14日にGに対するわいせつ目的誘拐罪で逮捕された。この時点で警察は大久保の逮捕理由についての物証を持っておらず、拘留期限を過ぎる可能性もあったが、15日になって強姦被害を受けた女性が警察に届け出て、面通しで大久保に間違いないと指摘したことから彼女に対する強姦致傷容疑で再逮捕された。この女性への強姦致傷については認め、Gを殺したと供述はしたものの、死体遺棄の場所については警察への復讐として絶対に話さないと主張した。以後、死体という物証を持たない警察は被害者全員の発見に至るまで約80日を要することになった。
5月21日に、榛名湖近くで行方不明となっていたAの遺体が発見された。しかし、大久保はAの殺害を認めなかった。捜査本部は方針を変更し、大久保の自作の詩や私淑していたというライナー・マリア・リルケの作品を目の前で朗読したり、心境を語らせたりしながら説得した。大久保は5月26日にGの殺害と死体遺棄について供述し、27日の現場検証で大久保の供述した場所からGの遺体が発見された。これにより大久保は初めて強姦殺人・死体遺棄の容疑で逮捕された。だが、Aを含めた他の殺人は示唆しながらも「秋まで言わない」と黙秘した。6月4日にAの殺害を供述。しかし、その他の事件の供述は一度には進展しなかった。この間警察側は取り調べのほかに、大久保の足取りと接触した女性の確認、大久保の自家用車に残された被害女性の毛髪や体毛の検出といった周辺の捜査をおこない、大久保に行方不明女性の写真を見せて関係の有無を尋ねたりした。大久保は断片的な供述を始めたが、核心部分は「警察や両親・兄への反抗」として拒んだ。警察は再度方針を改め、6月24日に班長の警部1人だけによる取り調べに切り替えた。大久保は「自分の望む条件を出してそれに対する捜査官の態度で死体遺棄地点を教えるかどうかを決める」と述べた。大久保は7つの条件を出し、その多くは身勝手な内容で警部は拒否したが、同時に警部自身が綴った「詩」を読むと大久保は態度を和らげ、2つだけ条件を受け入れるなら被害者1人の遺棄現場に案内すると述べた。捜査本部は「報道関係者を同行させない」という条件を受け入れ、6月27日の未明に榛名町内で大久保の供述した場所からDの遺体が発見された。
だが、その後再び大久保は供述を渋り、さらに身勝手な条件を示したりした。7月13日に再び「報道陣を同行させない」という条件でE、Fと別の男性（実際には虚偽だった）について遺棄の場所を案内するとしたが、実際に外出すると前言を翻し、結局その日は発見できなかった。この事態に警察庁が指導に乗り出し、指導官・調査官の派遣、現場検証に大久保を同行させない（場所はパノラマ写真やビデオを見せて確認）、大久保と条件で妥協しない、身柄を松井田警察署（現在の安中警察署松井田分庁舎）に移すといった方針転換が図られた。松井田署管内では犯罪がほとんど発生しないため留置場には他に拘置者がおらず、大久保を孤立させる効果があった。結局、7月20日にF、21日にE、22日にB、29日にCとHの殺害と死体遺棄を供述し、それに基づいて5人の遺体が発見された。この発掘は人目を避けていずれも日付が変わった深夜におこなわれた。このうち、Hを除く4人は造成中の工業団地付近にある狭い範囲から発見されている。
なお、この取調中に妻との離婚が成立している。

### 公判から死刑執行まで
大久保は刑事裁判で、強姦致傷罪・強姦罪・殺人罪・死体遺棄罪に問われた。初公判は1971年10月25日、前橋地方裁判所で開かれた。初公判で行われた罪状認否に対し、被告人・大久保は「なにもいうことはありません」と返答し、起訴事実を全面的に認めたため、公判の焦点は犯行動機の解明に絞り込まれた。
大久保は「裁判でも自供は変えない」と断言したため、東京医科歯科大学教授の中田修によって精神鑑定が行われた。鑑定結果では「精神病ではないが発揚性、自己顕示性、無情性を主徴とする異常性格（精神病質）で、性的、色情的亢進を伴う」と判定された。
その一方、被告人・大久保は第2・3回公判で、事件と無関係な親族との争い・権力批判を展開した上、公判終盤になると「俺はどうせ死刑だ」と弁護人（私選弁護人）を解任したり、「裁判官の忌避申立」などの行為を繰り返した上、1973年1月8日の論告求刑公判直前には裁判官3人を職権乱用罪で告訴するなどしており、『中日新聞』（中日新聞社）は1973年2月22日夕刊記事にて大久保のそれらの行動を「弁護人の解任は専ら延命策。裁判官への忌避申立・告訴は思想犯並みの反権力闘争」と表現した。そのため判決公判時点では国選弁護人として、町田繁弁護士が大久保の弁護人を担当していた。町田は、大久保から被害者・遺族への謝罪の言葉を引き出そうとし続けたが、大久保は彼に対し、最後まで非協力的なままで、結果的に犯罪史上に類を見なかったこの凶悪事件は、動機が未解明のまま閉幕することとなった。
1973年（昭和48年）2月22日に判決公判が開かれ、前橋地裁刑事部（水野正男裁判長）は検察（前橋地方検察庁）側の求刑通り、被告人・大久保清に死刑判決を言い渡した。水野裁判長は10時の開廷直後に冒頭で死刑判決の主文を言い渡し、続く判決理由で以下のように被告人・大久保の犯行を断罪した。
- 他人の生命を犠牲にして省みないところに著しい反人間性が認められる上、被告人は自らの欲望の赴くままに若い女性の生命を次々に奪った[2][31]。
- 本件を「権力に対する反抗」と表現するなど「自己の非を隠し、自らを美化しようとする虚飾に満ちた態度」を取って改悛の情を全く示していない[31]。
- 現行の刑罰制度に死刑がある以上、これをもって被告人に臨むほかはない[2][31]。

大久保は1973年3月7日に当時の収監先・前橋刑務所で知人と面会したが「控訴する気持ちはない」と語り、東京高等裁判所への控訴申立ができる最終期限となる翌日（1973年3月8日）夕方までに手続きを取らなかった。結果、大久保は控訴期限の1973年3月9日午前0時までに東京高裁へ控訴しなかったために第一審の死刑判決がそのまま確定した。
死刑囚となった大久保は、裁判官・弁護士らを告訴していたが、それらの事件がいずれも不起訴・起訴猶予処分となり、大久保の身柄を前橋刑務所に置き続ける必要がなくなったため、死刑確定後の1973年4月3日付で身柄を東京拘置所に移送された。同年10月、大久保は獄中から『訣別の章 死刑囚・大久保清獄中手記』（KKロングセラーズ。編集：大島英三郎）を刊行したが、その中では「自分は『自己を失いただ性欲の野獣となった』ように見られているが、そのことはどうでもよい。私が犯された罪がいかに重大か知る人はいない」という意味の被害者意識を示していたほか、出版後にKKロングセラーズを相手取り東京地方裁判所宛てに「題名は本来『訣別の詩』だったのに著者である自分に無断で『訣別の章』と変えられた。これは著作権侵害だ」などと訴状を郵送するなどしていた。
法務大臣稻葉修が発した死刑執行命令により、死刑囚・大久保清は1976年（昭和51年）1月22日に、収監先の東京拘置所で死刑を執行された（41歳没）。死刑確定から2年10か月後の執行は当時、一般死刑囚と比較しても速いスピード執行だった。

## 人物
獄中手記『訣別の章』について、風俗史家の下川耿史は、著書『殺人評論』において「（ニーチェやショーペンハウアーを引くなど）難しい言葉を多用して、（アナキズムに共感するなどして）国家権力への反発を述べているが、言葉が難しいわりには浅薄で、他にひどくセンチメンタルな詩を長々と書き連ねており、これが36歳の男が書くものかと思うほどに実に少年っぽい」と批評している。
取調中の大久保は数字の「3」を嫌がった。警察は大久保を追い詰めるためにこれを利用し、松井田署に身柄を移送した際には留置場の第3房に収監した。

## 他事件との類似性
『上毛新聞』記者・五十嵐啓介は、本事件から50年となる2021年に事件を回顧する連載特集記事を執筆した。五十嵐は、福井裕輝（精神科医）の声を引用し、附属池田小事件（2001年）の死刑囚である宅間守（2004年に死刑執行）や、座間9人殺害事件（2017年）の死刑囚について言及し、両者と大久保に共通点（反社会性パーソナリティ障害）がある旨を指摘している。
また『読売新聞』は、富山・長野連続女性誘拐殺人事件（1980年）の発生時、同事件の加害者女性（1998年に死刑確定、女性死刑囚）と大久保の共通点として、「被害者がいずれも若い女性である点」「虚栄心が強く、服装や車などに金をかけ、言葉巧みに被害者を誘って犯行におよんでいる点」「殺害・死体遺棄現場が人目に付かない山中である点」「逮捕後に曖昧な供述を繰り返し、捜査機関を翻弄している点」を挙げている。

## 大久保清を題材とした作品
- 1971年7月、本事件を題材にしたピンク映画『日本セックス縦断 東日本篇』（監督：渡辺護、製作：東京興映）が公開された。大久保に相当する「久保田清」を演じたのは今泉洋。
- 1976年、本事件のほか、西口彰事件などを再現したオムニバス映画『戦後猟奇犯罪史』（製作：東映）が公開された。大久保に相当する「久保清一」を演じたのは川谷拓三。
- 1983年8月29日、筑波昭による同名書籍を原作としたテレビドラマ『昭和四十六年 大久保清の犯罪』（製作：TBS）が放送された。大久保を演じたのはビートたけし、プロデュースは八木康夫。
- 『実録昭和猟奇事件』　『連続強姦殺人事件・大久保清編』佐藤まさあきの漫画。当時の関係者を取材。
- 『天上の青』 - 曽野綾子の小説（1988年 - 1990年、毎日新聞に連載）。直接的な描写はないが、本事件をモチーフとしている作品である。1990年に毎日新聞社より単行本刊行。1993年に、新潮文庫にて文庫化。
  - 1992年に『妻たちの劇場』（フジテレビ）で放送された。大久保に相当する宇野富士男は白竜が演じた[78]。
  - 1994年には井上由美子の脚本で再ドラマ化され、『BSサスペンス』（NHK衛星第2テレビジョン）で12月12日 - 12月15日に放送された（総合テレビでは1995年5月13日と5月20日に『土曜ドラマ』枠で放送）。宇野富士男役は佐藤浩市[79]。1994年度（第10回）文化庁芸術作品賞受賞[80]。